# Scabiosa pyrenaica
Scabiosa pyrenaica är en tvåhjärtbladig växtart som beskrevs av Carlo Allioni. Scabiosa pyrenaica ingår i släktet fältväddar, och familjen Dipsacaceae. Inga underarter finns listade i Catalogue of Life.